# أسعد محمود كاراكورت
اسعد محمود كاراكورت (15 يوليو 1977- 1977إسطنبول]. كاتب تركي معروف بروايه باسم «إذا ارادت المراه» خاصه. هو ابن محمد نديم بك اورافلي عضو مجلس الشوري.انهي دراسه طب اسنان إسطنبول بمدرسه سلطان قاضي كوي وكليه الحقوق ب جامعه اسطنبول. كان محاميا وصحافيا وعمل مدرسا للغه التركيه في مدرسه جالطا سرايا الثانويه. وقد كان نائبا في البرلمان التركي عن شانلي اورفا في الفترة العاشره والحادية عشره وكذالك عضو مجلس الشيوخ لشلنلي اورفا في الفترة من (15 اكتوبر 1961 حتي 5 يوليو 1966). نشرت أول كتاباته في جريده (حقيقه ترجمان) التي كان صحفيا بها، عرف ب القاءات الماخوذه من مواضيع الاحداث السياسيه التي كانت موجوده في جرائد المدائن، اقدام، الجمهورية، الوصف والصباح التي كان يعمل بها فيما بعد. ولكنه كان مهيئا أكثر للسينما، وكسب شهره بروايات المغامرة والعشق التي كانت تستند علي الاحداث. ودفن الكاتب المتوفي سنه 1977 في مقبره زنجيرليك ايو. .

## أعماله
- احببت فتاه متوحشه (1926)
- فتاه إسطنبول في الصحراء (1926)
- في امان الله (1937)(دار نشر المعلومات، 2009)
- حتي الموت (1937)(دار نشر المعلومات، 2010)
- الليله الاخيره (1937)(دار نشر المعلومات،2010)
- إذا احبت المرأة (1940)
- الأول والاخير (1940)
- سأخدع زوجي (1945)
- المرأ الاتيه من الشارع (1946)(دار نشر المعلومات، 2009)
- سرعه انقره (1948)
- ضاعت امرأه (1948)(دار نشر المعلومات،2009)
- ليله عمري الوحيده (1949)(دار نشر المعلومات، 2009)
- تفتحت ثمار البرقوق (1952)(دار نشر المعلومات، 2009)
- القطار الاخير (1954)
- إذا ارادت امرأه (1960)(دار نشر المعلومات)

الفتاه التي تنتظر العلامات (دار نشر المعلومات، 2009)